# طناب صماخی
طناب صماخی یا کوردا تیمپانی (انگلیسی: Chorda tympani) شاخه‌ای از عصب چهره‌ای است که از جوانه‌های چشایی در جلوی زبان نشأت گرفته و پس از عبور از گوش میانی، پیام‌های عصبی مربوط به «مزه» را به مغز منتقل می‌کند.
طناب صماخی یکی از سه عصبی است که در تشخیص طعم دخالت دارد.

## نگارخانه

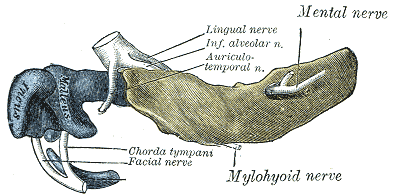
نمای بیرونی استخوان فک پائینی جنین انسان.
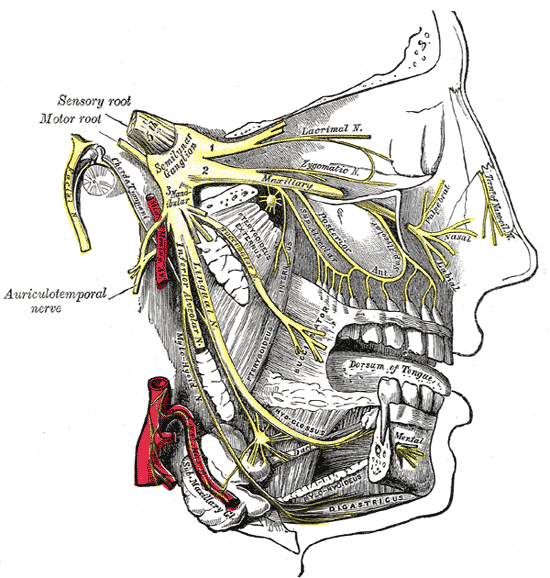
توزیع اعصاب مندیبولار و ماگزیلاری و گانگلیون ساب‌ماگزیلاری
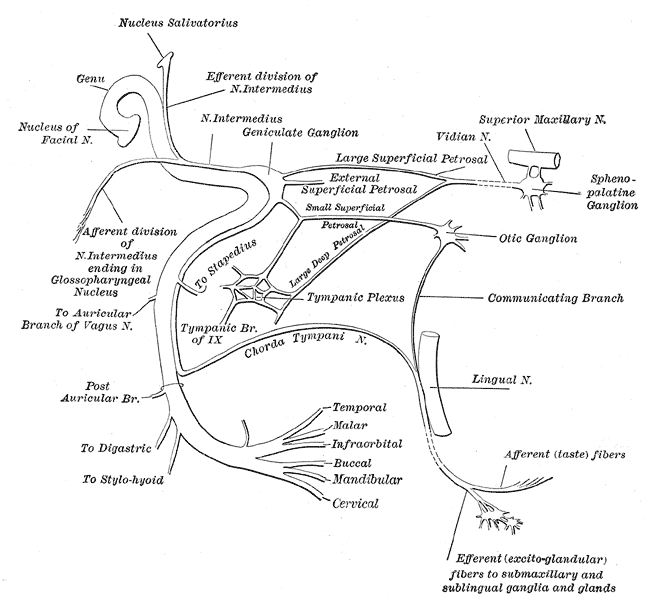
طرحی از اعصاب چهره‌ای و بینابینی و ارتباطشان با سایر اعصاب
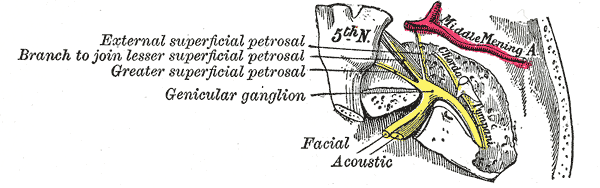
جهت حرکت و ارتباطات عصب چهره‌ای در استخوان گیجگاهی
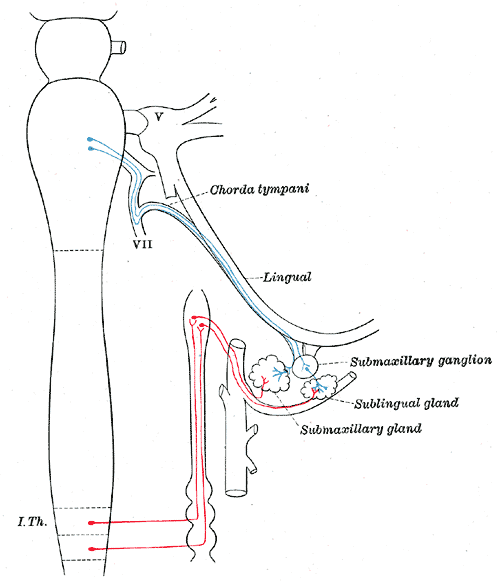
ارتباطات سمپاتیکی گانگلیون‌های ساب‌ماگریلاری و گردنی فوقانی
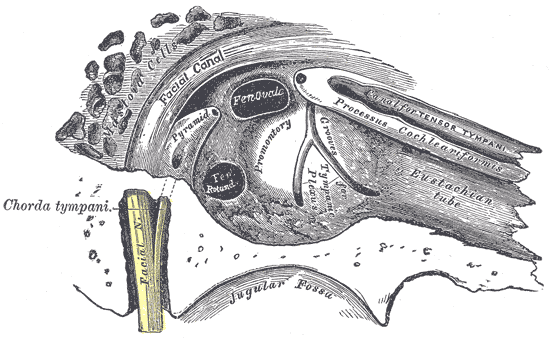
نمایی از دیوارهٔ داخلی پردهٔ گوش
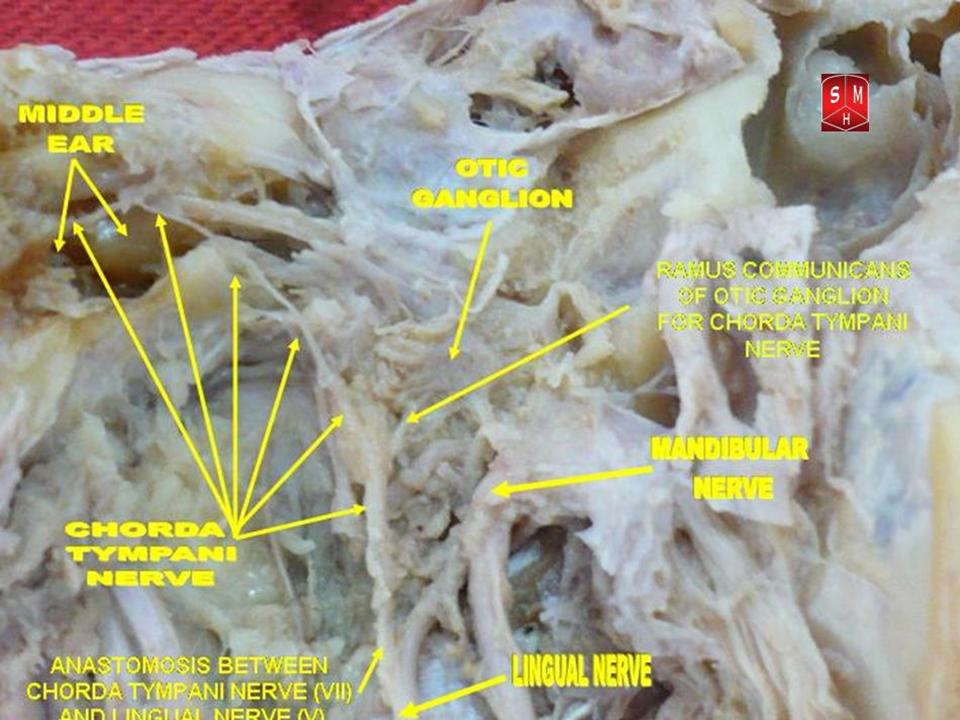
کالبدشکافی طناب صماخی
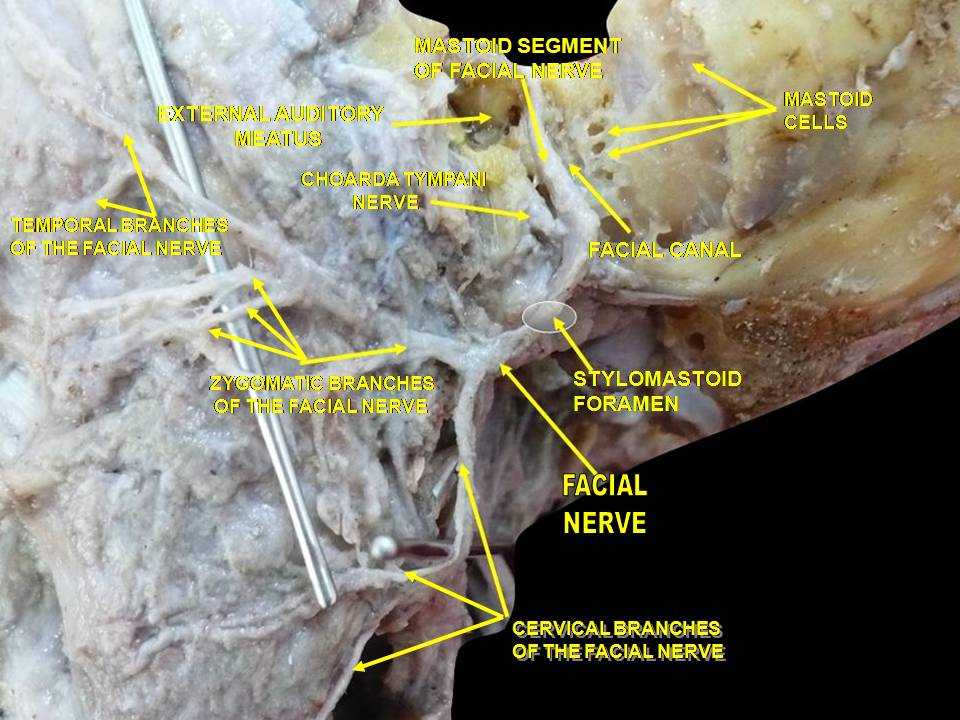
جزئیات تشریحی سر از نمای جانبی، کالبدشکافی عصب چهره‌ای